# Hammer House of Horror
Hammer House of Horror este un serial de televiziune britanic de antologie horror produs în Marea Britanie în 1980. Creat de Hammer Films în asociere cu Cinema Arts International și ITC Entertainment⁠(d), este format din 13 episoade de o oră, difuzate inițial pe ITV.
Fiecare episod autonom prezintă un tip diferit de groază. Acestea variază de la vrăjitoare, vârcolaci și fantome la adorarea diavolului și voodoo, dar includ și teme de groază non-supranaturală, cum ar fi canibalismul, detenția și ucigași în serie. În 2003, Channel 4 a plasat Hammer House of Horror pe locul 50 în emisiunea „100 Scariest Moments”. Videoclipul prezentat a fost scena petrecerii copiilor din „The House That Bled to Death”.
Episoadele au fost regizate de Alan Gibson, Peter Sasdy și Tom Clegg, printre alții, iar scenarist a fost Anthony Read. Peter Cushing apare în ultima sa producție Hammer în episodul 7, intitulat „The Silent Scream”.

## Seriale asemănătoare
- Alcoa Presents: One Step Beyond
- Amazing Stories
- Night Gallery
- Masters of Horror
- Masters of Science Fiction
- Monsters
- Science Fiction Theatre
- Tales from the Crypt
- Tales from the Darkside
- La Limita Imposibilului (1995)
- Zona crepusculară (1959)
- Zona crepusculară (1985)
- Zona crepusculară (2002)